# Lijst van personen overleden in juli 2021
Dit is een lijst van bekende personen die zijn overleden in juli 2021.

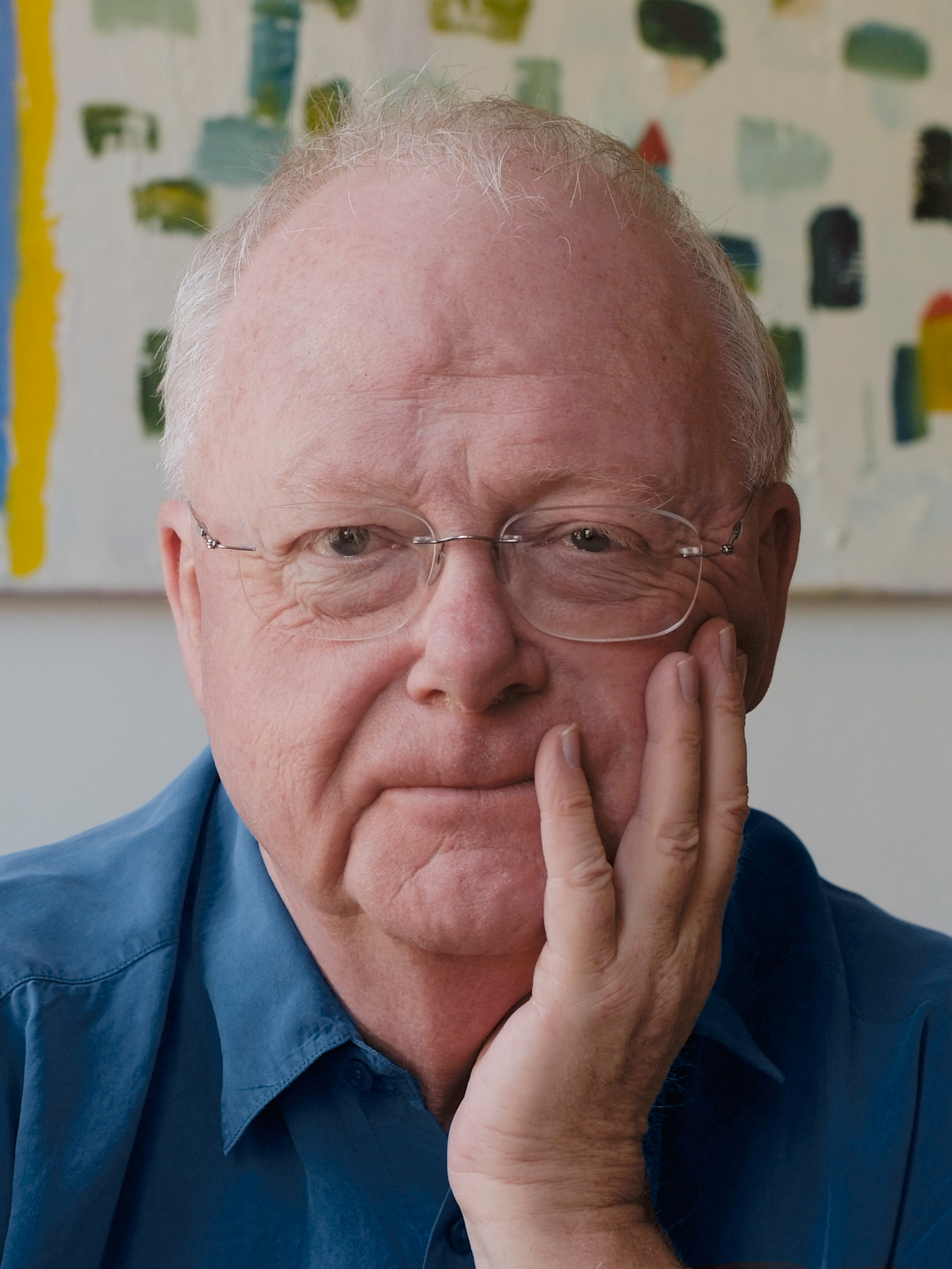
Louis Andriessen
1 juli

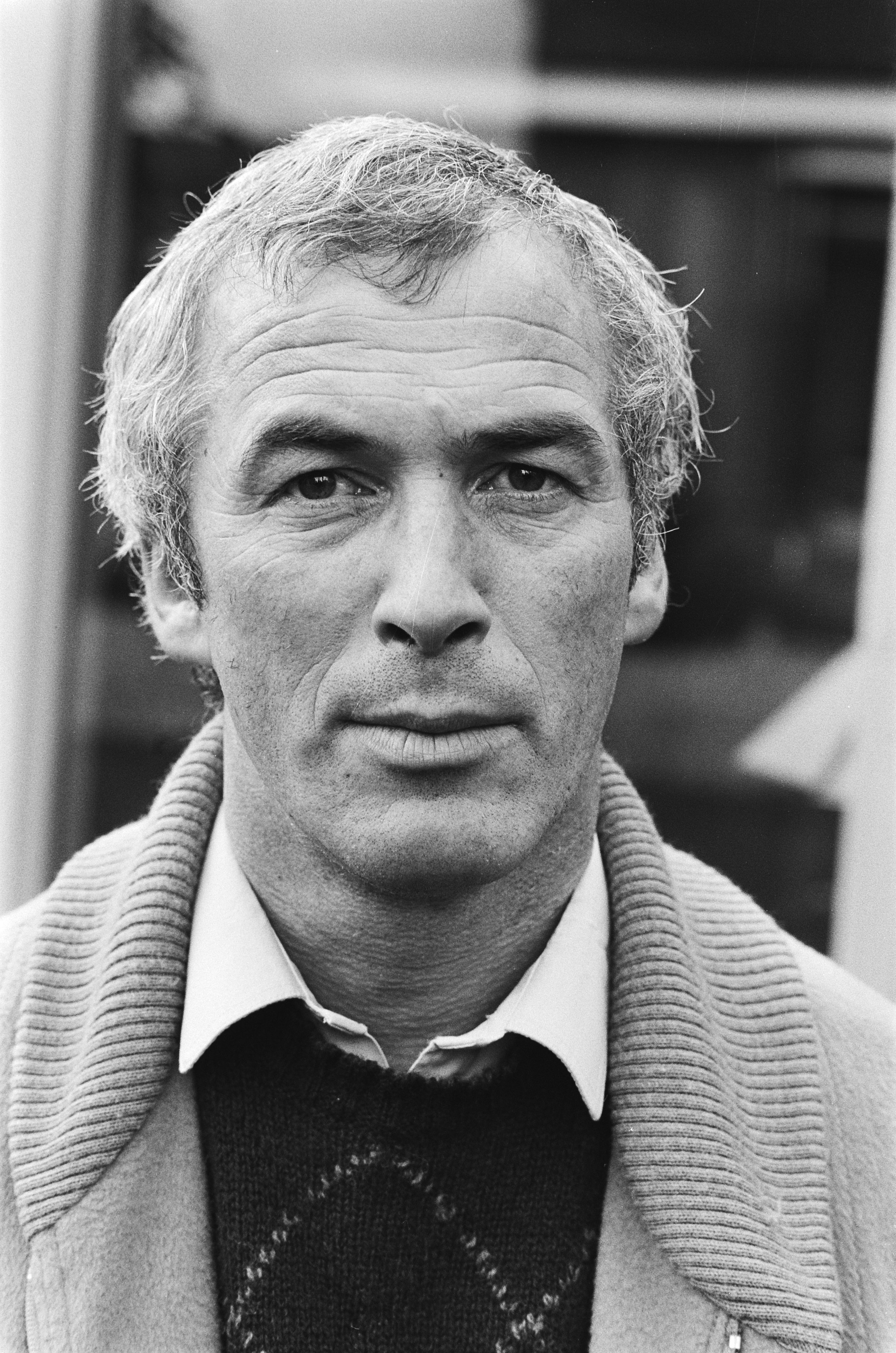
Boudewijn Paans
1 juli

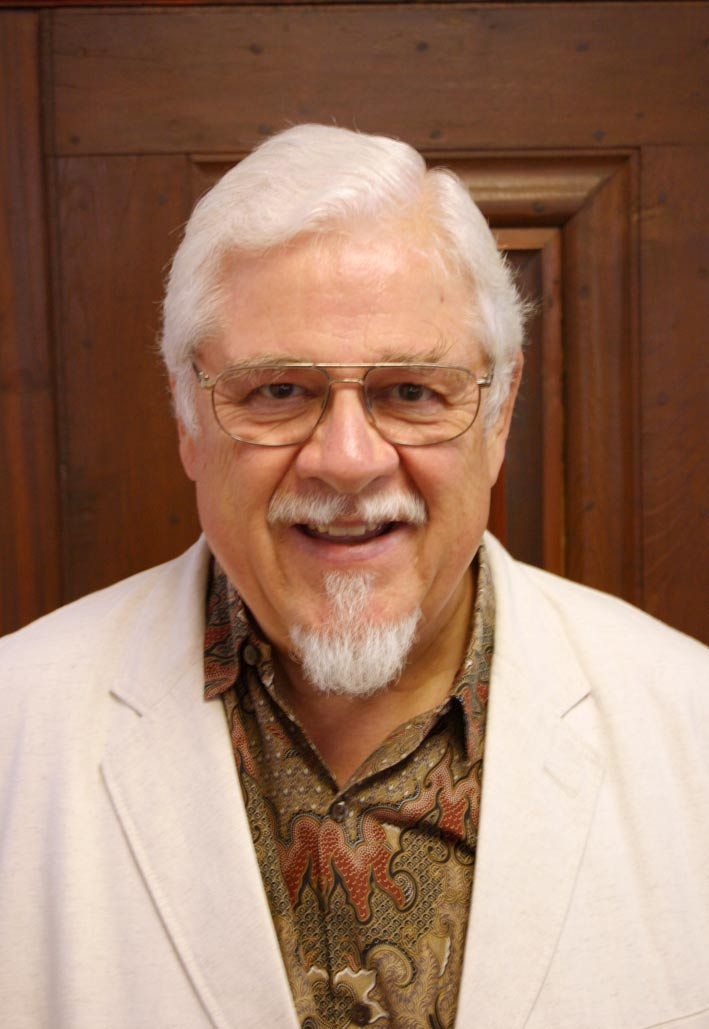
Bill Ramsey
2 juli

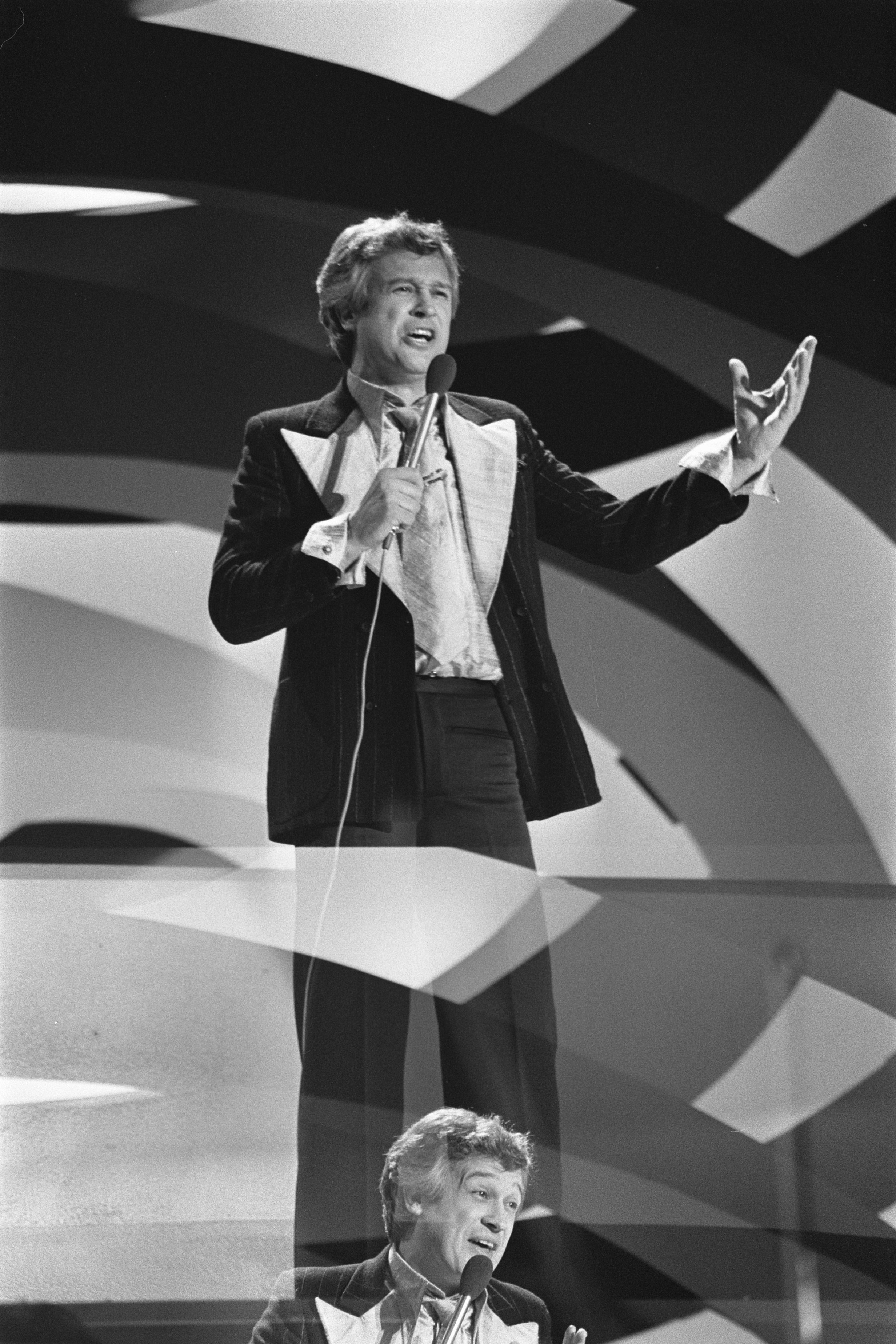
Dick Rienstra
4 juli

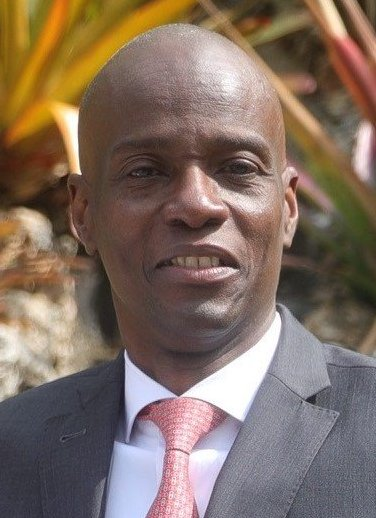
Jovenel Moïse
7 juli

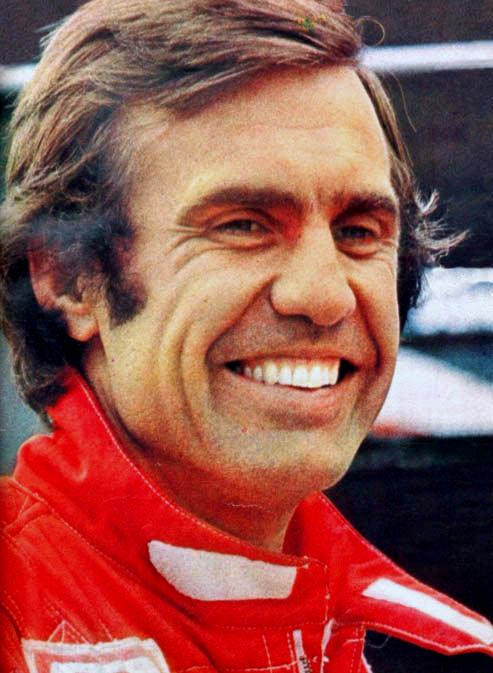
Carlos Reutemann
7 juli

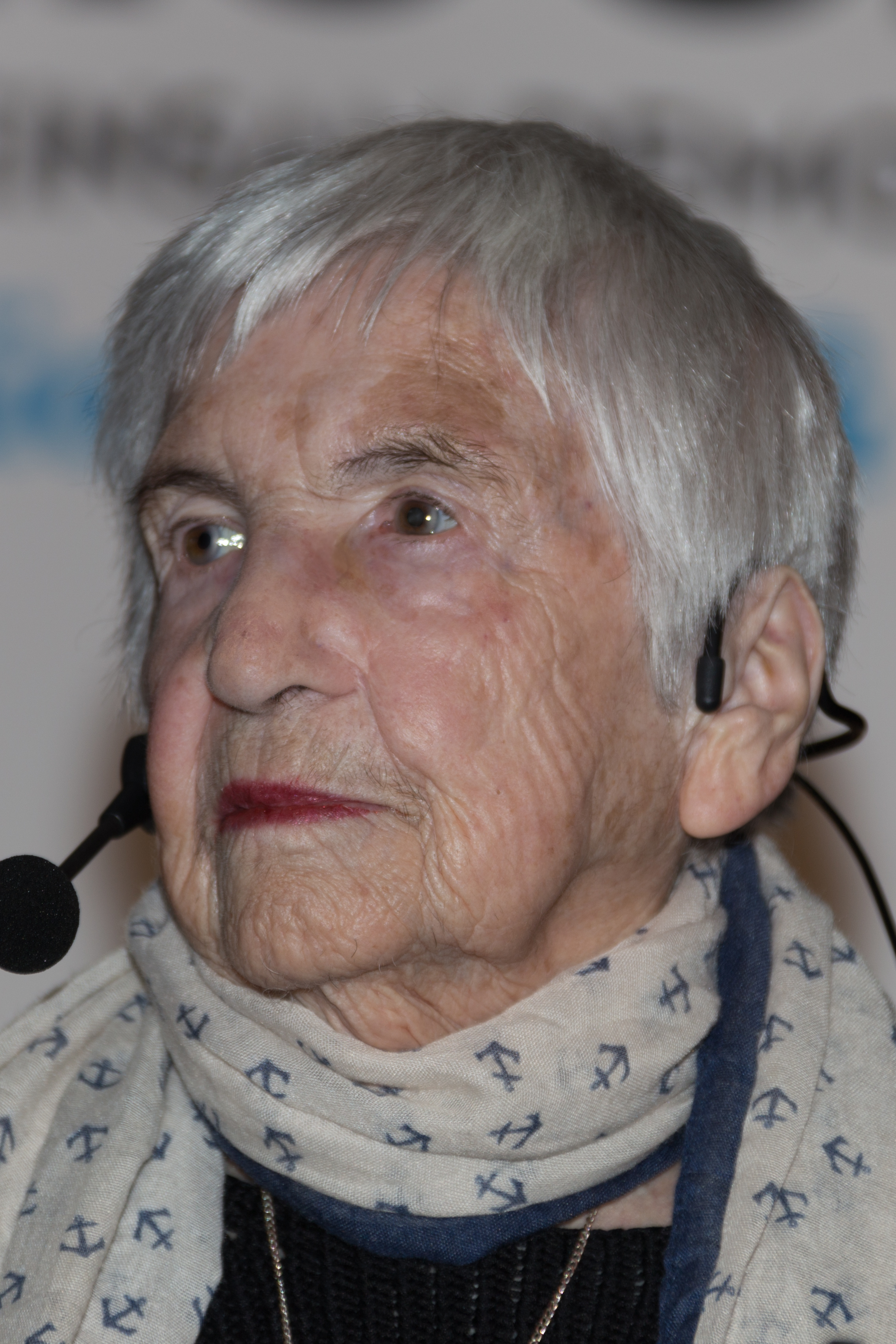
Esther Bejarano
10 juli

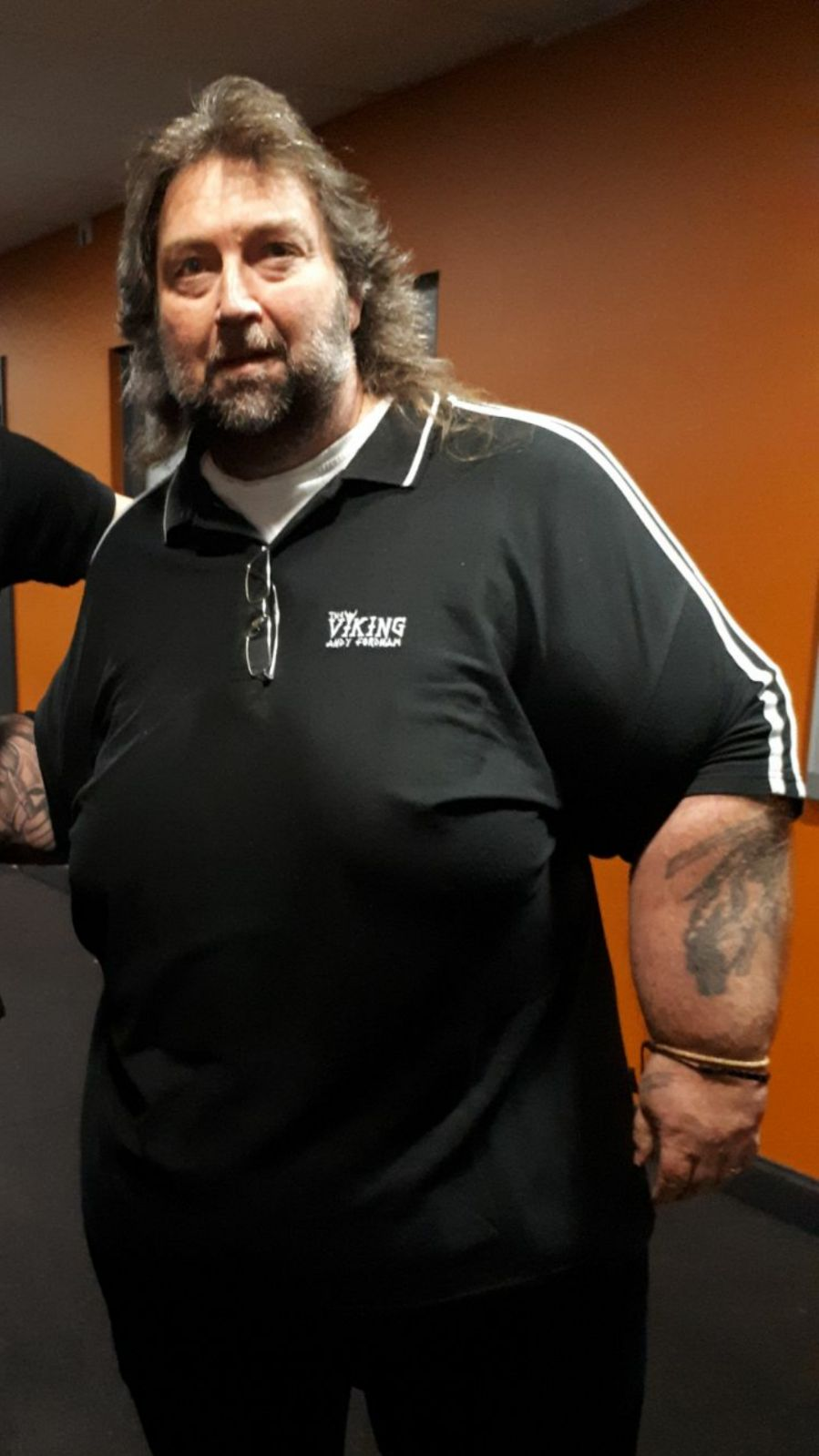
Andy Fordham
15 juli

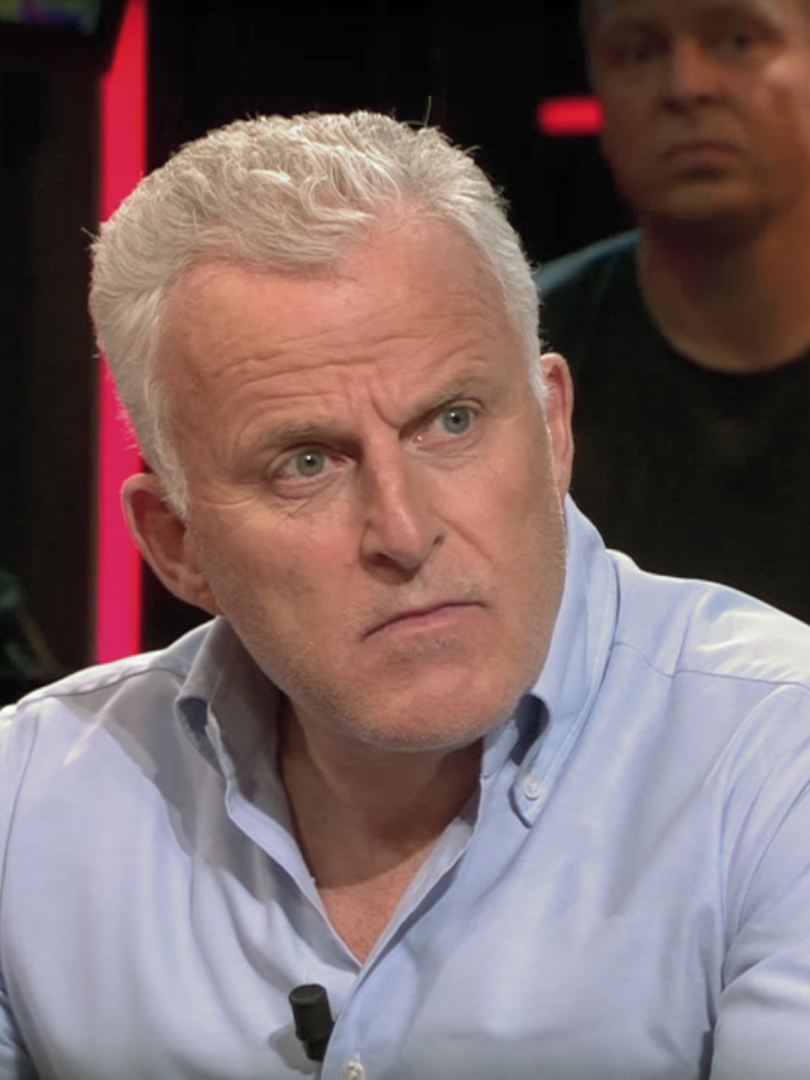
Peter R. de Vries
15 juli

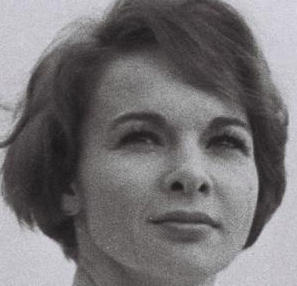
Françoise Arnoul
20 juli

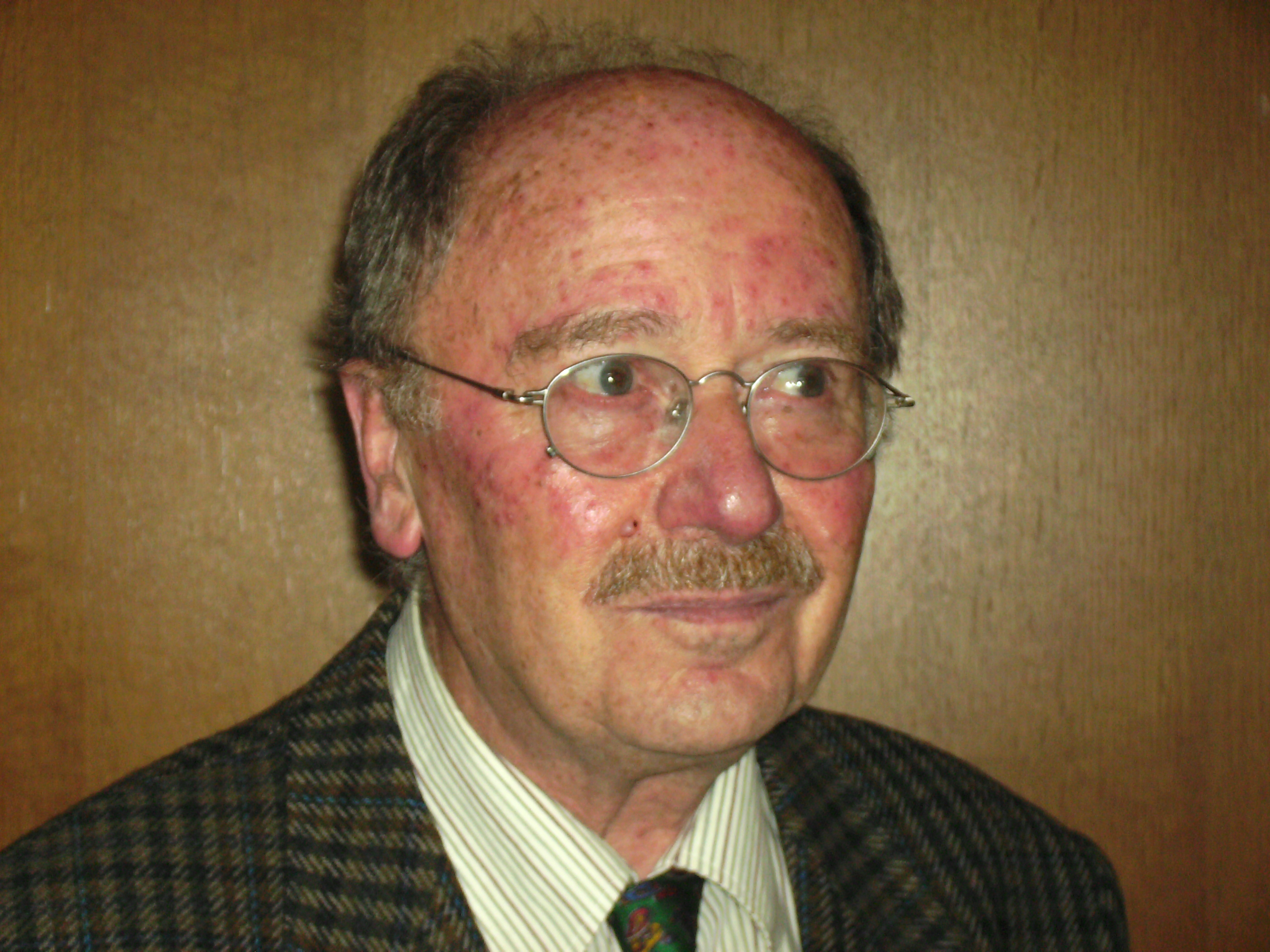
Leo Kornbrust
20 juli

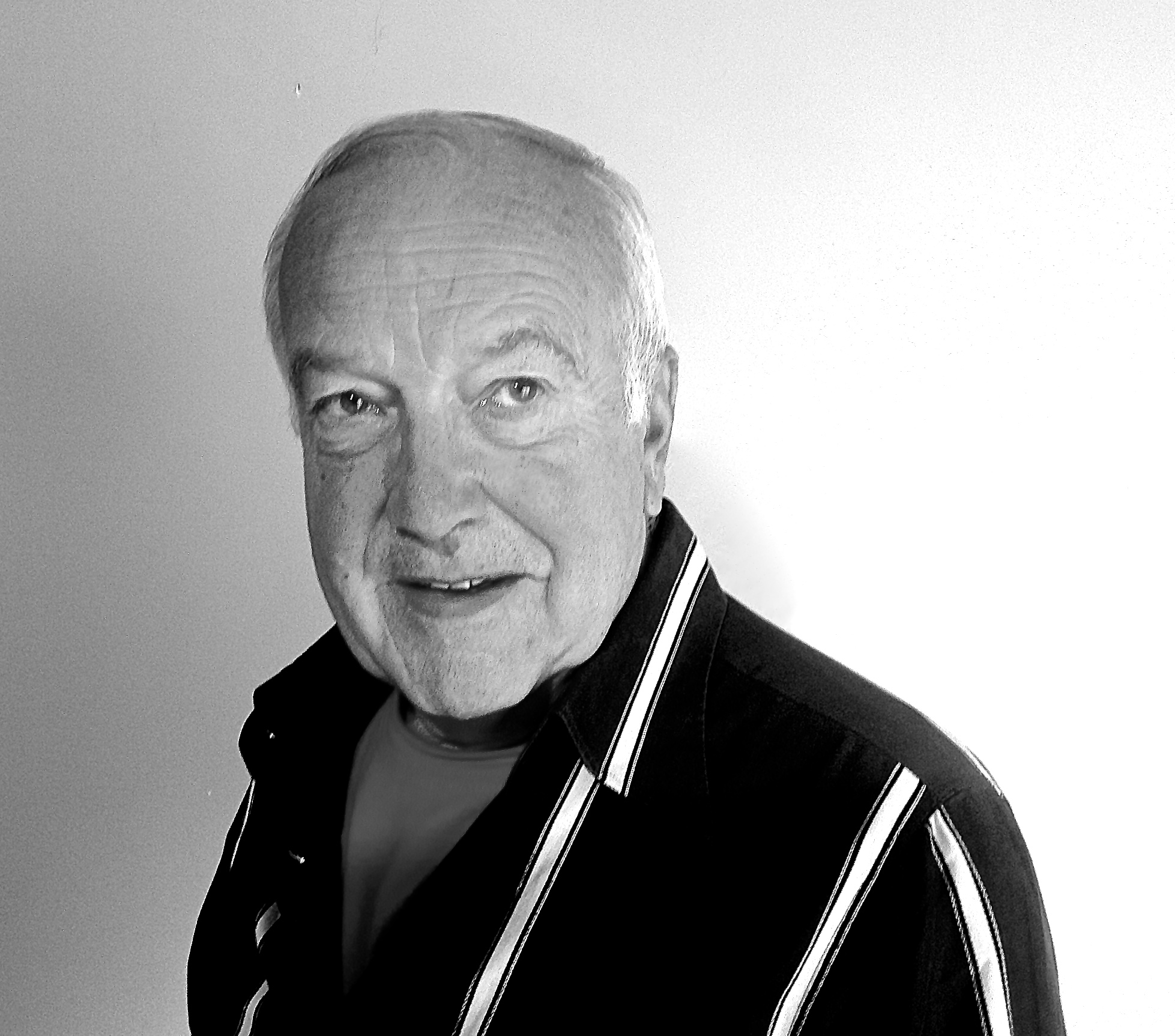
Danny Riesterer
22 juli

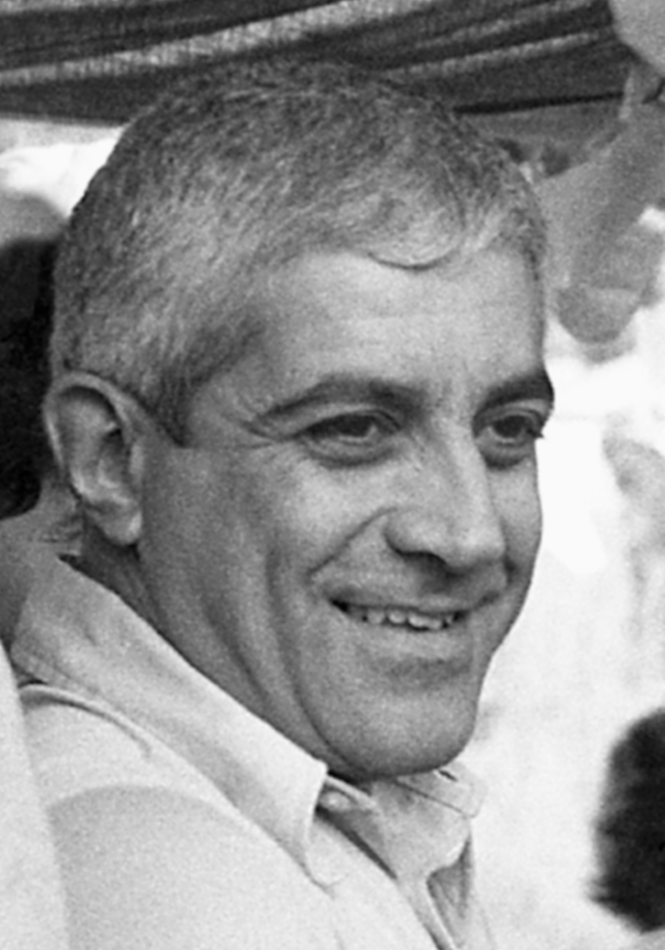
Otelo Saraiva de Carvalho
25 juli

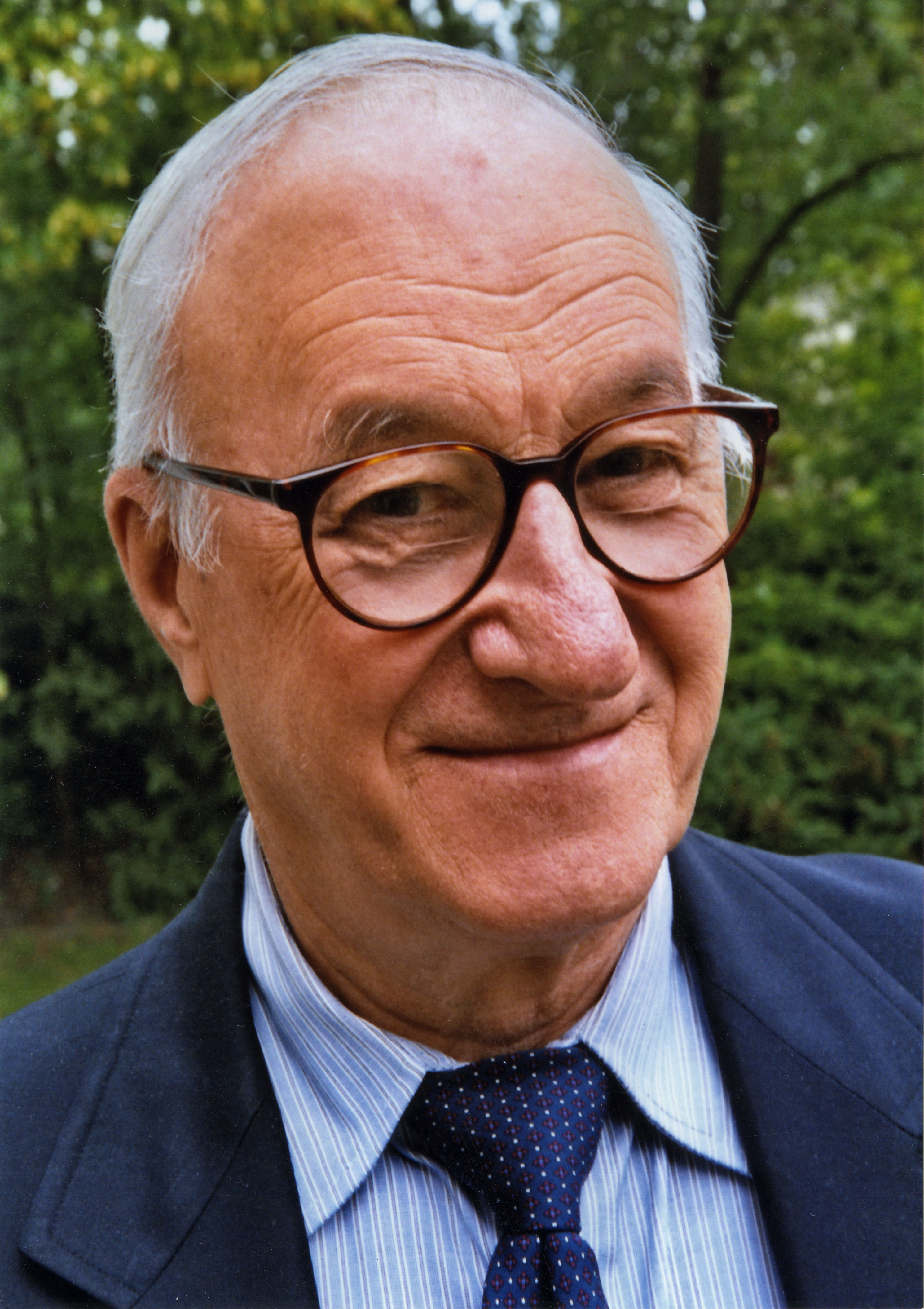
Albert Bandura
26 juli

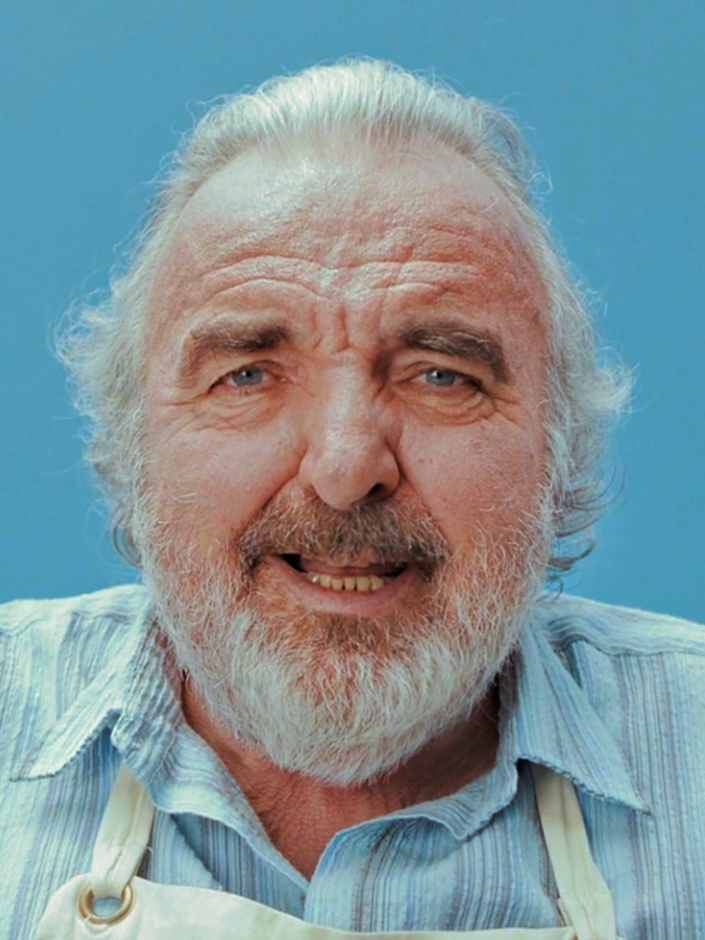
Michel Van Dousselaere
26 juli

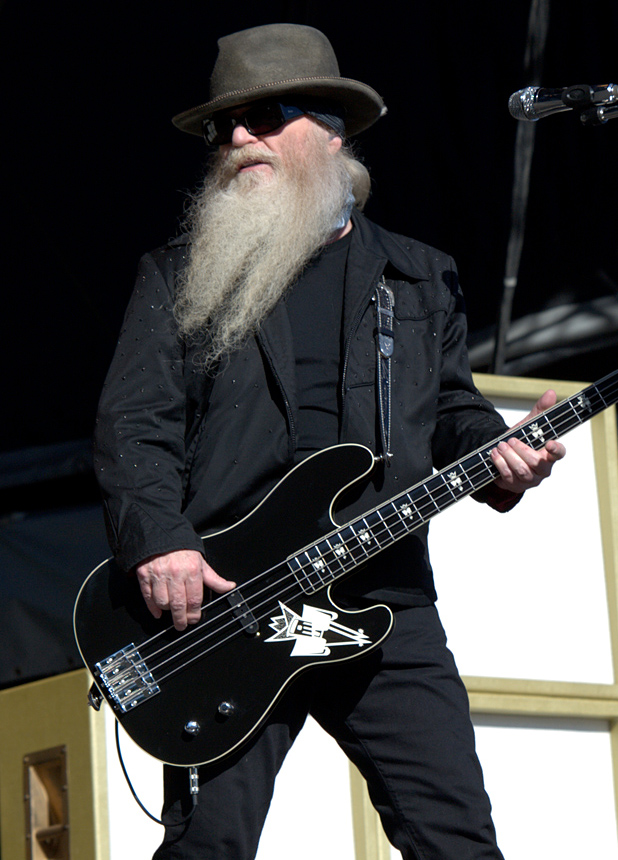
Dusty Hill
28 juli

| 1 | 2 | 3 | 4 | 5 | 6 | 7 | 8 | 9 | 10 | 11 | 12 | 13 | 14 | 15 | 16 | 17 | 18 | 19 | 20 | 21 | 22 | 23 | 24 | 25 | 26 | 27 | 28 | 29 | 30 | 31 |
| - | - | - | - | - | - | - | - | - | -- | -- | -- | -- | -- | -- | -- | -- | -- | -- | -- | -- | -- | -- | -- | -- | -- | -- | -- | -- | -- | -- |

### 1 juli
- Louis Andriessen (82), Nederlands componist[1]
- Steve Kekana (62), Zuid-Afrikaans zanger, songwriter en muzikant[2]
- Boudewijn Paans (77), Nederlands schrijver en journalist[3]
- Kartal Tibet (83), Turks acteur[4]

### 2 juli
- Eric Balemans (59), Nederlands politicus[5]
- Elliot Lawrence (96), Amerikaans pianist, componist, bigband-leider en dirigent[6]
- Lehlohonolo Ledwaba (49), Zuid-Afrikaans bokser[7]
- Bill Ramsey (90),  Duits-Amerikaans zanger en journalist[8]
- Jolien Verschueren (31), Belgisch wielrenster[9]
- Lise Vidal (43), Frans windsurfster[10]

### 3 juli
- Richard Domba Mady (68), Congolees bisschop[11]
- Guus Jansen (87), Nederlands uitgever[12]
- He Kang (98), Chinees politicus[13]
- Ted Nash (88), Amerikaans roeier[14]
- Joris Schouten (94), Nederlands politicus[15]
- Anne Stallybrass (82), Brits actrice[16]
- Henk Tennekes (84), Nederlands meteoroloog en hoogleraar[17]
- Tom Voûte (52), Nederlands econometrist en aandelenhandelaar[18]

### 4 juli
- Sanford Clark (85), Amerikaans muzikant[19]
- Rick Laird (80), Iers bassist en jazzmusicus[20]
- Richard Lewontin (92), Amerikaans evolutiebioloog, geneticus en publicist[21]
- Dick Rienstra (80), Nederlands zanger en acteur[22]
- Hans-Jürgen Ripp (75), Duits voetballer[23]
- Jane Shalimar (41), Indonesisch politica[24]

### 5 juli
- Raffaella Carrà (78), Italiaans presentatrice, danseres, actrice en zangeres[25]
- Richard Donner (91), Amerikaans filmregisseur[26]
- Leo van de Ketterij (70), Nederlands gitarist en songschrijver[27]
- Alfredo Obberti (75), Argentijns voetballer[28]
- Gillian Sheen (92), Brits schermster[29]
- William Smith (88), Amerikaans acteur[30]

### 6 juli
- Suzzanne Douglas (64), Amerikaans actrice[31]
- Djivan Gasparyan (92), Armeens instrumentalist en componist[32]
- Patrick John (83), premier van Dominica[33]
- Wim Ravell (59), Belgisch zanger[34]
- Bienvenido Tantoco sr. (100), Filipijns ondernemer[35]

### 7 juli
- Robert Downey sr. (85), Amerikaans acteur en regisseur[36]
- Keshav Dutt (95), Indiaas hockeyer[37]
- Dilip Kumar (98), Indiaas filmacteur, filmproducent en politicus[38]
- Jovenel Moïse (53), president van Haïti[39]
- Carlos Reutemann (79), Argentijns autocoureur en politicus[40]
- Herman Willemse (87), Nederlands zwemmer[41]

### 8 juli
- Ricardo Costa (81), Portugees cineast[42]

### 9 juli
- Paul Mariner (68), Engels voetballer[43]
- Jehan Sadat (87), Egyptisch mensenrechtenactiviste[44]

### 10 juli
- Esther Bejarano (96), Duits Holocaustoverlevende, antifasciste en zangeres[45]
- Fred Goemans (63), Nederlands voetballer[46]
- Ella Schaap (108), Nederlands-Amerikaans keramiekspecialist[47]
- Karel Zwaneveld (72), Nederlands fotograaf[48]

### 11 juli
- Ferdinand Fransen (93), Nederlands ondernemer[49]
- Charlie Gallagher (80), Iers voetballer[50]
- Laurent Monsengwo Pasinya (81), Congolees kardinaal[51]
- Renée Simonot (109), Frans actrice[52]
- Sandra Timmerman (57), Nederlands zangeres[53]

### 12 juli
- Arthur Fontijn (93), Nederlands hoogleraar[54]
- Paul Orndorff (71), Amerikaans professioneel worstelaar[55]

### 13 juli
- Shirley Fry (94), Amerikaans tennis- en badmintonspeelster[56]
- Raymond Schroyens (88), Belgisch klavecinist, organist en componist[57]

### 14 juli
- Christian Boltanski (76), Frans beeldend kunstenaar, schilder, fotograaf en filmmaker[58]
- Mamnoon Hussain (80), Pakistaans zakenman en politicus[59]
- Ced Ride (77), Curaçaos zanger, dichter en kunstschilder[60]
- Kurt Westergaard (86), Deens cartoonist[61]
- Joop van Zon (88), Nederlands dirigent en pianist[62]

### 15 juli
- Andy Fordham (59), Brits dartsspeler[63]
- William F. Nolan (93), Amerikaans schrijver[64]
- Hugo Sonnenschein (80), Amerikaans econoom en onderwijsbestuurder[65]
- Peter R. de Vries (64), Nederlands misdaadverslaggever[66]

### 16 juli
- Biz Markie (Marcel Theo Hall) (57),  Amerikaans rapper, dj en producer[67]
- Ger Ruijters (90), Nederlands vastgoedondernemer[68]

### 17 juli
- Pilar Bardem (82), Spaans actrice[69]
- Mart Brok (75), Nederlands dichter, schrijver en kunstenaar[70]
- Williams Martinez (38), Uruguayaans voetballer[71]
- Johan Raspe (75), Nederlands zanger[72]
- Robby Steinhardt (71), Amerikaans zanger en violist[73]
- Graham Vick (67), Brits operaregisseur[74]
- Dick van Zanten (85), Nederlands schaatser en sportbestuurder[75]

### 18 juli
- Jean Bultot (70), Belgisch ambtenaar[76]
- Roger Quemener (80), Frans atleet[77]
- Nenad Stekić (71), Servisch verspringer[78]
- Joop Weijmans (96), Nederlands ingenieur, hoogleraar en bedrijfsleider[79]

### 19 juli
- Layne Flack (52), Amerikaans pokerspeler[80]
- Emilio Osmeña (82), Filipijns politicus[81]
- Johnny Tholen (85), Nederlands horecaondernemer en soulzanger[82]

### 20 juli
- Vita Andersen (78), Deens schrijfster[83]
- Françoise Arnoul (90), Frans actrice[84]
- Theo Jubitana (56), Surinaams inheems leider[85]
- Leo Kornbrust (91), Duits beeldhouwer[86]
- Gerd Siemoneit-Barum (90), Duits circusartiest en dompteur[87]

### 21 juli
- Alberto Giraldo Jaramillo (86), Colombiaans aartsbisschop[88]
- Desmond O'Malley (82), Iers politicus[89]

### 22 juli
- Walter Goverde (67), Nederlands auteur, scenarist, regisseur en producent[90]
- Jean-Pierre Jaussaud (84), Frans autocoureur[91]
- Danny Riesterer (82), Belgisch acteur[92]
- Andre Thysse (52), Zuid-Afrikaans bokser[93]

### 23 juli
- Alfred Biolek (87), Duits televisiepresentator[94]
- John Cornell (80), Australisch filmproducent, -regisseur en scenarioschrijver[95]
- F.C. Gundlach (95), Duits fotograaf, galeriehouder, conservator[96]
- Toshihide Maskawa (81), Japans natuurkundige[97]
- Piet Meijer (78), Nederlands schaatser[98]
- Willem van 't Spijker (94), Nederlands kerkhistoricus en kerkrechtdeskundige[99]
- Miguel Virasoro (81), Argentijns theoretisch fysicus[100]
- Steven Weinberg (88), Amerikaans natuurkundige en Nobelprijswinnaar[101]
- Tuomo Ylipulli (56), Fins schansspringer[102]

### 24 juli
- Rodney Alcala (77), Amerikaans seriemoordenaar[103]
- Dick Kraaijveld (82), Nederlands politicus[104]
- Jackie Mason (93), Amerikaans stand-upcomedian en acteur[105]
- Mike Mitchell (65), Amerikaans bodybuilder en acteur[106]

### 25 juli
- Jean-François Istasse (70), Belgisch politicus[107]
- Hugo Millán (14), Spaans motorcoureur[108]
- Eddy Posthuma de Boer (90), Nederlands fotograaf[109]
- Otelo Saraiva de Carvalho (84), Portugees militair officier en revolutionair[110]
- Sylvain Vallée (109), Belgisch oudste man van de Benelux[111]
- Henri Vernes (102), Belgisch schrijver[112]

### 26 juli
- Rick Aiello (65), Amerikaans acteur[113]
- Albert Bandura (95), Amerikaans-Canadees  psycholoog[114]
- Mike Enzi (77), Amerikaans politicus[115]
- Mike Howe (55), Amerikaans zanger[116]
- Joey Jordison (46), Amerikaans drummer[117]
- Hero Muller (83), Nederlands acteur[118]
- Michel Van Dousselaere (73), Belgisch acteur[119]
- Kees Veldboer (62), Nederlands oprichter en directeur van Stichting Ambulance Wens[120]

### 27 juli
- Mo Hayder (Clare Dunkel) (59), Brits schrijfster[121]
- Jean-François Stévenin (77), Frans acteur en regisseur[122]
- Peter Vandeborne (51), Belgisch journalist[123]

### 28 juli
- Oleg Baklanov (89), Russisch minister[124]
- André Catimba (74),  Braziliaans voetballer[125]
- István Csom (81), Hongaars schaker en schaakscheidsrechter[126]
- Saginaw Grant (85), Amerikaans acteur[127]
- Dusty Hill (72), Amerikaans muzikant[128]
- Sjoerd van Koningsveld (78), Nederlands hoogleraar en filoloog[129]
- Johnny Ventura (81), Dominicaans zanger en burgemeester[130]

### 29 juli
- Phillip King (87), Brits beeldhouwer[131]
- Carl Levin (87), Amerikaans politicus[132]
- Albert Vanhoye (98), Frans kardinaal[133]
- Zizinho (Geraldo dos Santos) (59), Braziliaans voetballer[134]

### 30 juli
- Jacob Desvarieux (65), Frans muzikant[135]
- Jay Pickett (60), Amerikaans acteur[136]
- Thea White (81), Amerikaans stemactrice[137]

### 31 juli
- Herminio Aquino (72), Filipijns zakenman en politicus[138]
- Terry Cooper (77), Engels voetballer[139]
- Alvin Ing (89), Amerikaans acteur en zanger[140]
- Yeo Hyo-Jin (38), Zuid-Koreaans voetballer[141]
- Bob Wilffert (66), Nederlands hoogleraar en bestuurder[142]

januari ·
februari ·
maart ·
april ·
mei ·
juni ·
juli ·
augustus ·
september ·
oktober ·
november ·
december
1900 ·
1901 ·
1902 ·
1903 ·
1904 ·
1905 ·
1906 ·
1907 ·
1908 ·
1909 ·
1910 ·
1911 ·
1912 ·
1913 ·
1914 ·
1915 ·
1916 ·
1917 ·
1918 ·
1919 ·
1920 ·
1921 ·
1922 ·
1923 ·
1924 ·
1925 ·
1926 ·
1927 ·
1928 ·
1929 ·
1930 ·
1931 ·
1932 ·
1933 ·
1934 ·
1935 ·
1936 ·
1937 ·
1938 ·
1939 ·
1940 ·
1941 ·
1942 ·
1943 ·
1944 ·
1945 ·
1946 ·
1947 ·
1948 ·
1949 ·
1950 ·
1951 ·
1952 ·
1953 ·
1954 ·
1955 ·
1956 ·
1957 ·
1958 ·
1959 ·
1960 ·
1961 ·
1962 ·
1963 ·
1964 ·
1965 ·
1966 ·
1967 ·
1968 ·
1969 ·
1970 ·
1971 ·
1972 ·
1973 ·
1974 ·
1975 ·
1976 ·
1977 ·
1978 ·
1979 ·
1980 ·
1981 ·
1982 ·
1983 ·
1984 ·
1985 ·
1986 ·
1987 ·
1988 ·
1989 ·
1990 ·
1991 ·
1992 ·
1993 ·
1994 ·
1995 ·
1996 ·
1997 ·
1998 ·
1999 ·
2000 ·
2001 ·
2002 ·
2003 ·
2004 ·
2005 ·
2006 ·
2007 ·
2008 ·
2009 ·
2010 ·
2011 ·
2012 ·
2013 ·
2014 ·
2015 ·
2016 ·
2017 ·
2018 ·
2019 ·
2020 ·
2021 ·
2022 ·
2023 ·
2024 ·
2025